# Liste der größten Städte Afrikas
Diese Liste führt die größten Städte Afrikas auf. Dabei werden Städte als politische Gemeinden definiert. Die angegebenen Einwohnerzahlen beziehen sich deshalb in der Regel auf die Stadt oder Gemeinde im politischen Sinne. Einige allgemein als „Städte“ angesehene Orte wie Lagos oder Accra haben aufgrund von politischer Dezentralisierung keine einheitliche Gemeindeverwaltung mehr. Diese Orte sind hier in Form der Einwohnerzahl der Metropole bzw. städtischen Siedlung angegeben. Stadtgrenzen entsprechen in vielen Fällen auch nicht der Siedlungsstruktur und die Grenzen von Metropolregionen und Agglomerationen reichen häufig weit über die administrativen Stadtgrenzen hinaus. In einigen Fällen sind Metropolregionen und politische Gemeinden auch nicht zu trennen, wie im Falle von Metropolgemeinden oder Stadtregionen, welche in einigen Ländern existieren. Eine weltweit einheitliche Definition, was eine Stadt ausmacht, gibt es nicht; und Gemeindeeinteilungen unterscheiden sich von Land zu Land. Fehlende Vergleichbarkeit bei der räumlichen Abgrenzung sowie Fehler und Ungenauigkeiten bei der Fortschreibung und Hochrechnung von Einwohnerzahlen können zu Abweichungen bei den Angaben für ein und dieselbe Stadt führen.
Die größte Stadt Afrikas ist Kinshasa, gefolgt von Lagos und der ägyptischen Hauptstadt Kairo. Die größte Agglomeration ist die ägyptische Metropolregion Kairo-Gizeh, gefolgt von Kinshasa im Kongo und Lagos in Nigeria.
Diese Liste enthält mehr als 60 Städte mit einer Gesamtbevölkerung von etwa 0,5 Milliarden Menschen und damit durchschnittlich knapp 3 Millionen Menschen pro Stadt.

## Tabelle (administratives Stadtgebiet)
Folgende Tabelle sortiert Städte nach der Bevölkerung in ihren administrativen Stadtgrenzen zum letzten ermittelbaren Zeitpunkt. Die  Einwohnerzahlen beziehen sich auf die jeweilige Gemeinde in ihren politischen Grenzen, ohne die politisch selbstständigen Vororte.

| Rang | Stadt                         | Einwohner  | Land                         | Stand | Erhebungsart | Stadtdefinition          |
| ---- | ----------------------------- | ---------- | ---------------------------- | ----- | ------------ | ------------------------ |
| 1    | Kinshasa                      | 16.316.000 | Demokratische Republik Kongo | 2023  | Schätzung    | Provinz                  |
| 2    | Lagos                         | 15.946.000 | Nigeria                      | 2023  | Schätzung    | städtische Siedlung      |
| 3    | Kairo                         | 10.100.166 | Ägypten                      | 2022  | Schätzung    | Gemeinde                 |
| 4    | Luanda                        | 9.079.800  | Angola                       | 2022  | Schätzung    | Provinz                  |
| 5    | Abidjan                       | 5.616.633  | Elfenbeinküste               | 2021  | Zensus       | Gemeinde (Ville)         |
| 6    | Daressalam                    | 5.383.728  | Tansania                     | 2022  | Zensus       | Region                   |
| 7    | Alexandria                    | 5.263.542  | Ägypten                      | 2021  | Zensus       | Gemeinde                 |
| 8    | City of Johannesburg          | 4.803.262  | Südafrika                    | 2021  | Zensus       | Metropolgemeinde         |
| 9    | City of Cape Town             | 4.772.846  | Südafrika                    | 2021  | Zensus       | Metropolgemeinde         |
| 10   | Nairobi                       | 4.397.073  | Kenia                        | 2019  | Zensus       | County/Gemeinde          |
| 11   | Gizeh                         | 4.367.343  | Ägypten                      | 2021  | Zensus       | Gemeinde                 |
| 12   | Kano                          | 4.348.000  | Nigeria                      | 2023  | Schätzung    | städtische Siedlung      |
| 13   | eThekwini (Durban)            | 4.239.901  | Südafrika                    | 2021  | Schätzung    | Metropolgemeinde         |
| 14   | Bamako                        | 4.227.569  | Mali                         | 2022  | Zensus       | Gemeinde                 |
| 15   | City of Ekurhuleni            | 4.066.691  | Südafrika                    | 2022  | Zensus       | Metropolgemeinde         |
| 16   | City of Tshwane               | 4.040.315  | Südafrika                    | 2021  | Zensus       | Metropolgemeinde         |
| 17   | Ibadan                        | 3.875.000  | Nigeria                      | 2023  | Schätzung    | städtische Siedlung      |
| 18   | Abuja                         | 3.840.000  | Nigeria                      | 2023  | Schätzung    | städtische Siedlung      |
| 19   | Addis Abeba                   | 3.480.229  | Äthiopien                    | 2022  | Schätzung    | regionsunabhängige Stadt |
| 20   | Casablanca                    | 3.359.818  | Marokko                      | 2020  | Schätzung    | Gemeinde                 |
| 21   | Port Harcourt                 | 3.480.000  | Nigeria                      | 2023  | Schätzung    | städtische Siedlung      |
| 22   | Kumasi                        | 2.907.000  | Ghana                        | 2017  | Zensus       | Gemeinde                 |
| 23   | Algier                        | 2.902.000  | Algerien                     | 2023  | Schätzung    | städtische Siedlung      |
| 24   | Mbuji-Mayi                    | 2.892.000  | Demokratische Republik Kongo | 2023  | Berechnung   | städtische Siedlung      |
| 25   | Lubumbashi                    | 2.812.000  | Demokratische Republik Kongo | 2023  | Berechnung   | städtische Siedlung      |
| 26   | Douala                        | 2.768.400  | Kamerun                      | 2015  | Berechnung   | Gemeinde                 |
| 27   | Yaoundé                       | 2.765.600  | Kamerun                      | 2015  | Berechnung   | Gemeinde                 |
| 28   | Lusaka                        | 2.526.100  | Sambia                       | 2018  | Schätzung    | Gemeinde                 |
| 29   | Ouagadougou                   | 2.485.600  | Burkina Faso                 | 2018  | Schätzung    | Gemeinde                 |
| 30   | Omdurman                      | 2.395.159  | Sudan                        | 2022  | Schätzung    | Gemeinde                 |
| 31   | Mogadischu                    | 2.330.700  | Somalia                      | 2019  | Berechnung   | Region                   |
| 32   | Accra                         | 2.291.352  | Ghana                        | 2023  | Zensus       | Gemeinde                 |
| 33   | Lomé                          | 2.173.800  | Togo                         | 2020  | Schätzung    | Gemeinde                 |
| 34   | Brazzaville                   | 2.138.236  | Republik Kongo               | 2023  | Zensus       | Gemeinde                 |
| 35   | Khartum                       | 1.974.647  | Sudan                        | 2023  | Schätzung    | Gemeinde                 |
| 36   | Al-Chartum Bahri              | 1.968.601  | Sudan                        | 2015  | Schätzung    | Gemeinde                 |
| 37   | Benin City                    | 1.953.000  | Nigeria                      | 2023  | Schätzung    | städtische Siedlung      |
| 38   | Kigali                        | 1.745.555  | Ruanda                       | 2022  | Zensus       | Provinz/Gemeinde         |
| 39   | Kampala                       | 1.680.600  | Uganda                       | 2020  | Zensus       | Gemeinde                 |
| 40   | Monrovia                      | 1.678.000  | Liberia                      | 2023  | Berechnung   | städtische Siedlung      |
| 41   | Conakry                       | 1.660.973  | Guinea                       | 2014  | Berechnung   | Gemeinde                 |
| 42   | Kisangani                     | 1.602.144  | Demokratische Republik Kongo | 2016  | Zensus       | städtische Siedlung      |
| 43   | N’Djamena                     | 1.521.900  | Tschad                       | 2019  | Schätzung    | Gemeinde                 |
| 44   | Harare                        | 1.491.754  | Simbabwe                     | 2022  | Zensus       | Gemeinde                 |
| 45   | Pointe-Noire                  | 1.398.812  | Republik Kongo               | 2023  | Zensus       | Gemeinde                 |
| 46   | Nouakchott                    | 1.324.700  | Mauretanien                  | 2022  | Zensus       | Hauptstadtdistrikt       |
| 47   | Onitsha                       | 1.285.000  | Nigeria                      | 2018  | Schätzung    | städtische Siedlung      |
| 48   | Dakar                         | 1.278.469  | Senegal                      | 2023  | Zensus       | Gemeinde (Ville)         |
| 49   | Antananarivo                  | 1.274.225  | Madagaskar                   | 2018  | Zensus       | Gemeinde                 |
| 50   | Nelson Mandela Bay (Gqeberha) | 1.263.051  | Südafrika                    | 2016  | Schätzung    | Metropolgemeinde         |
| 51   | Bukavu                        | 1.249.000  | Demokratische Republik Kongo | 2023  | Berechnung   | städtische Siedlung      |
| 52   | Schubra al-Chaima             | 1.240.289  | Ägypten                      | 2021  | Schätzung    | Gemeinde                 |
| 53   | Lilongwe                      | 1.227.100  | Malawi                       | 2018  | Schätzung    | Gemeinde                 |
| 54   | Fès                           | 1.187.000  | Marokko                      | 2020  | Schätzung    | Gemeinde                 |
| 55   | Tripolis                      | 1.176.000  | Libyen                       | 2022  | Schätzung    | städtische Siedlung      |
| 56   | Kananga                       | 1.169.000  | Demokratische Republik Kongo | 2015  | Berechnung   | städtische Siedlung      |
| 57   | Kaduna                        | 1.158.000  | Nigeria                      | 2023  | Schätzung    | städtische Siedlung      |
| 58   | Maputo                        | 1.101.170  | Mosambik                     | 2017  | Zensus       | Stadt mit Provinzstatus  |
| 59   | Tanger                        | 1.087.000  | Marokko                      | 2020  | Schätzung    | Gemeinde                 |
| 60   | Asmara                        | 1.035.000  | Eritrea                      | 2022  | Berechnung   | städtische Siedlung      |
| 61   | Matola                        | 1.032.197  | Mosambik                     | 2017  | Schätzung    | Gemeinde                 |
| 62   | Niamey                        | 1.026.848  | Niger                        | 2012  | Berechnung   | Hauptstadtdistrikt       |
| 63   | Tshikapa                      | 1.020.468  | Demokratische Republik Kongo | 2023  | Berechnung   | städtische Siedlung      |

## Tabelle (Top-3-Agglomerationen laut UN)
Stand: grundsätzlich 2022, Quellen sind die „World Urbanization Prospects“ der Vereinten Nationen.

| Rang | Agglomerationen | Einwohner  | Land                         |
| ---- | --------------- | ---------- | ---------------------------- |
| 1    | Kairo-Gizeh     | 21.750.000 | Ägypten                      |
| 2    | Kinshasa        | 15.628.000 | Demokratische Republik Kongo |
| 3    | Lagos           | 15.388.000 | Nigeria                      |

## Galerie

Beispiele
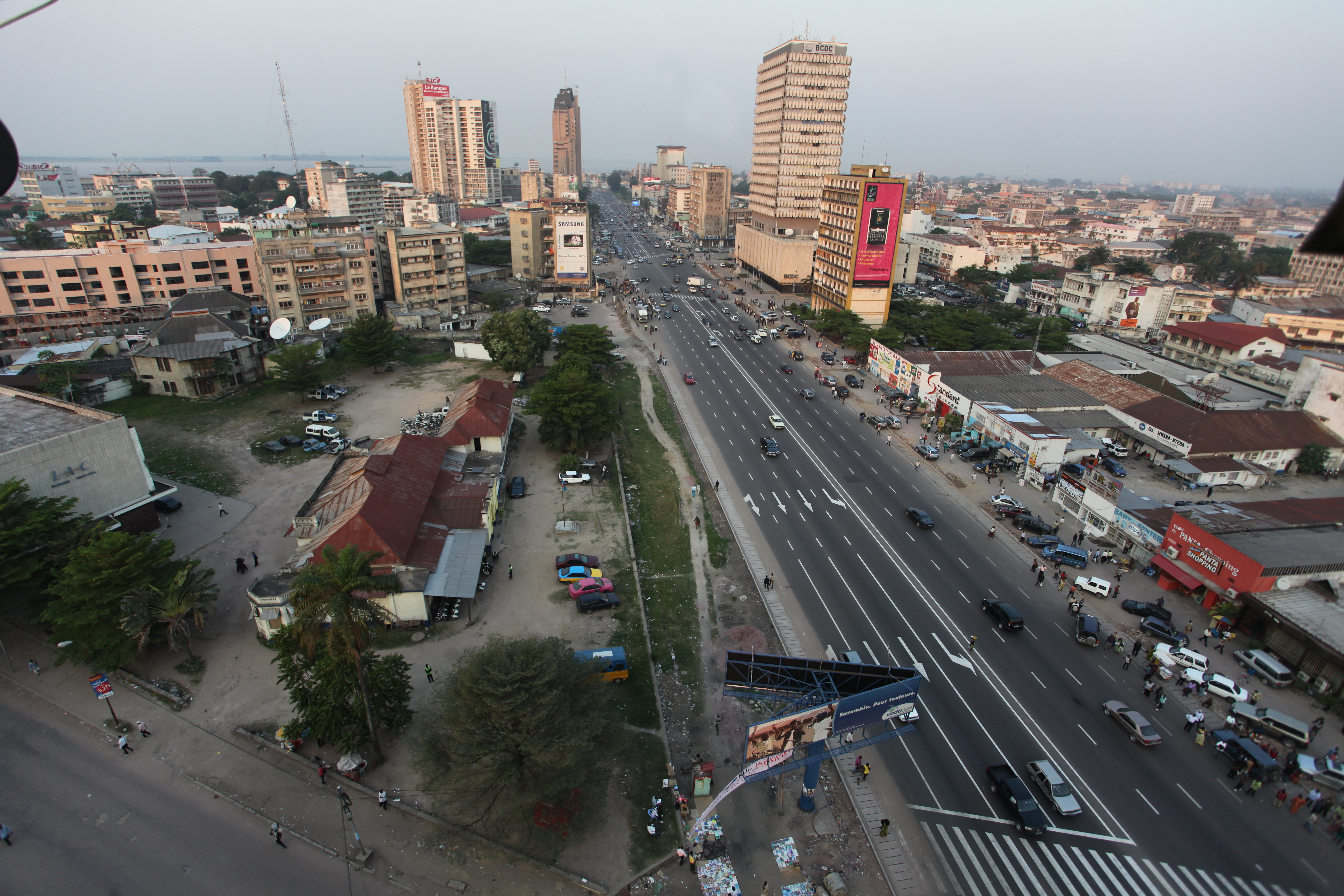
Kinshasa
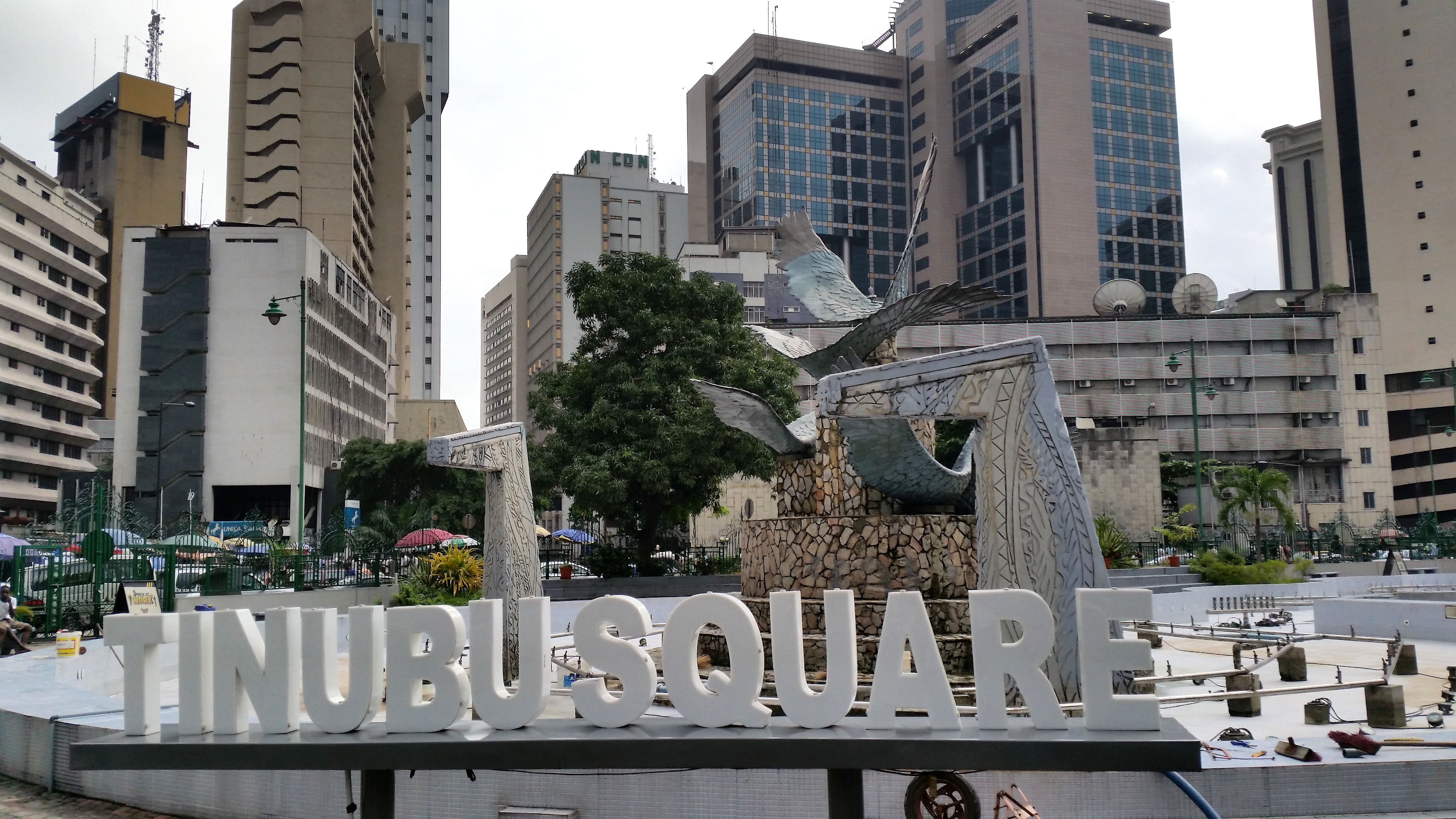
Lagos
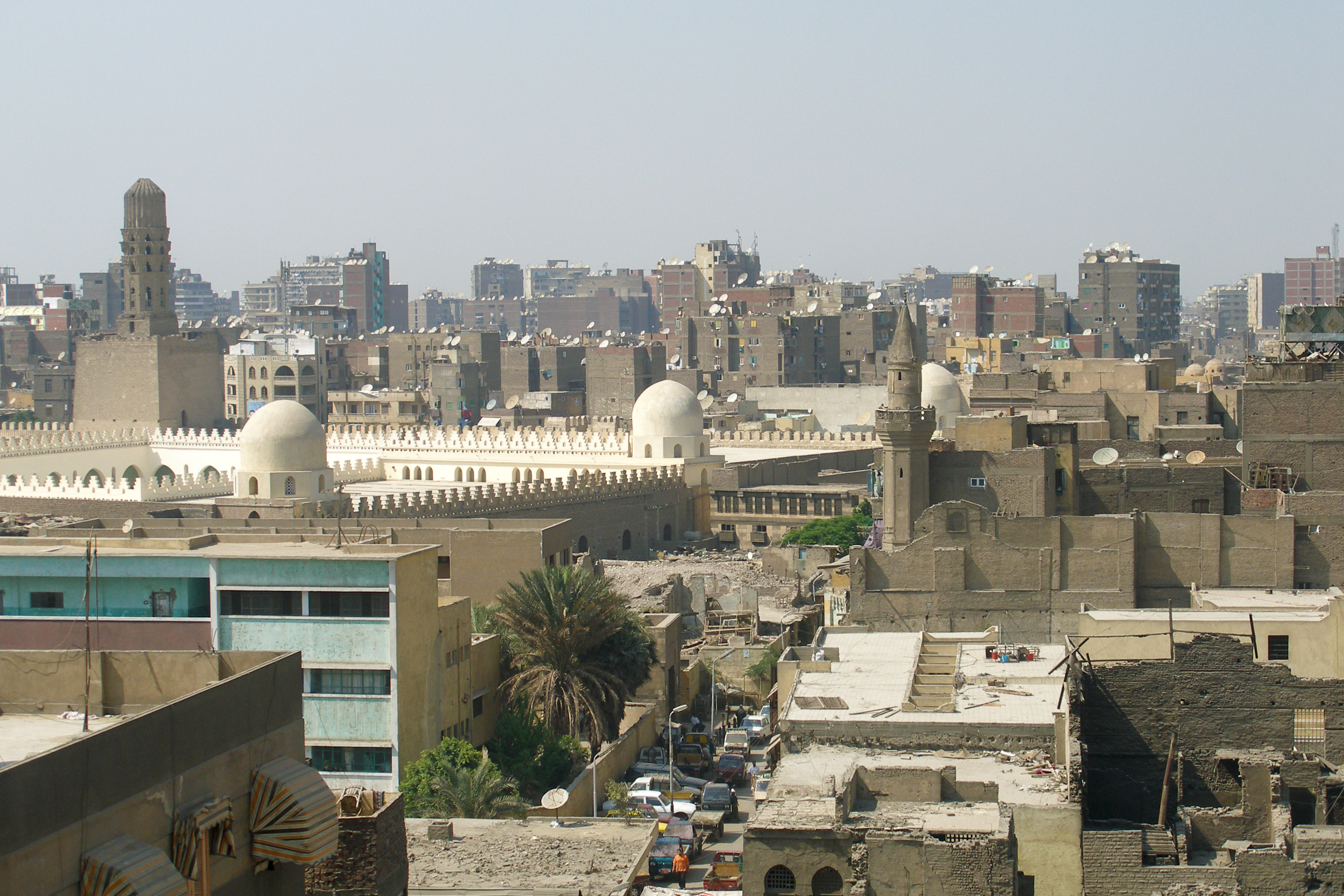
Kairo
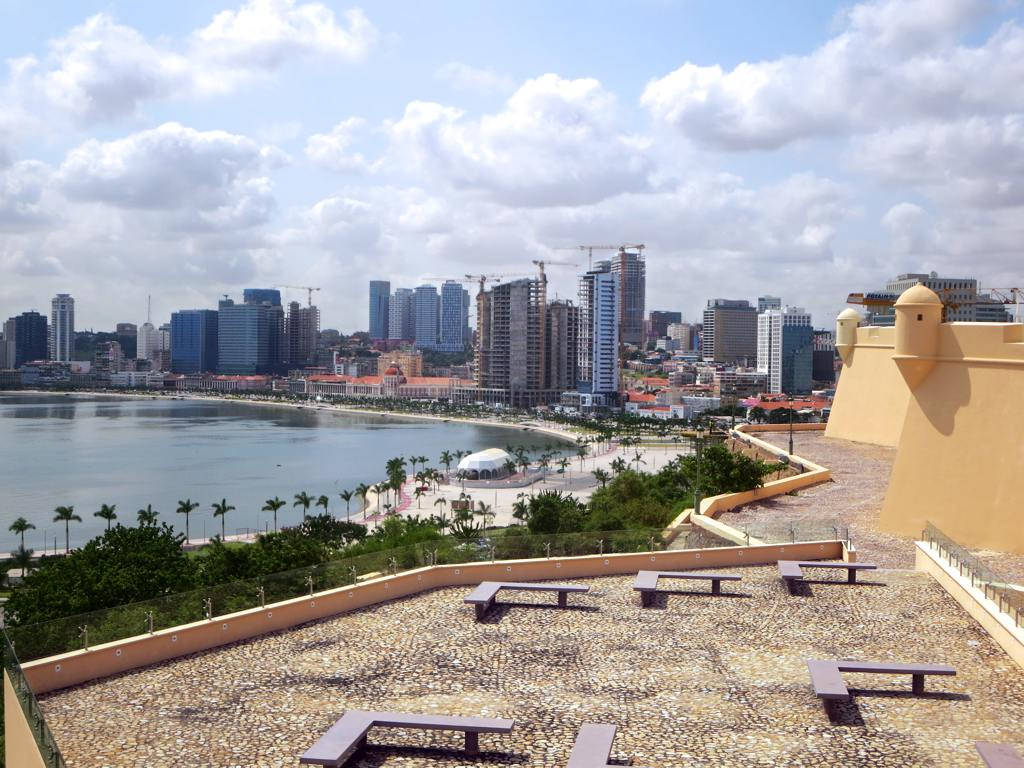
Luanda (2015)
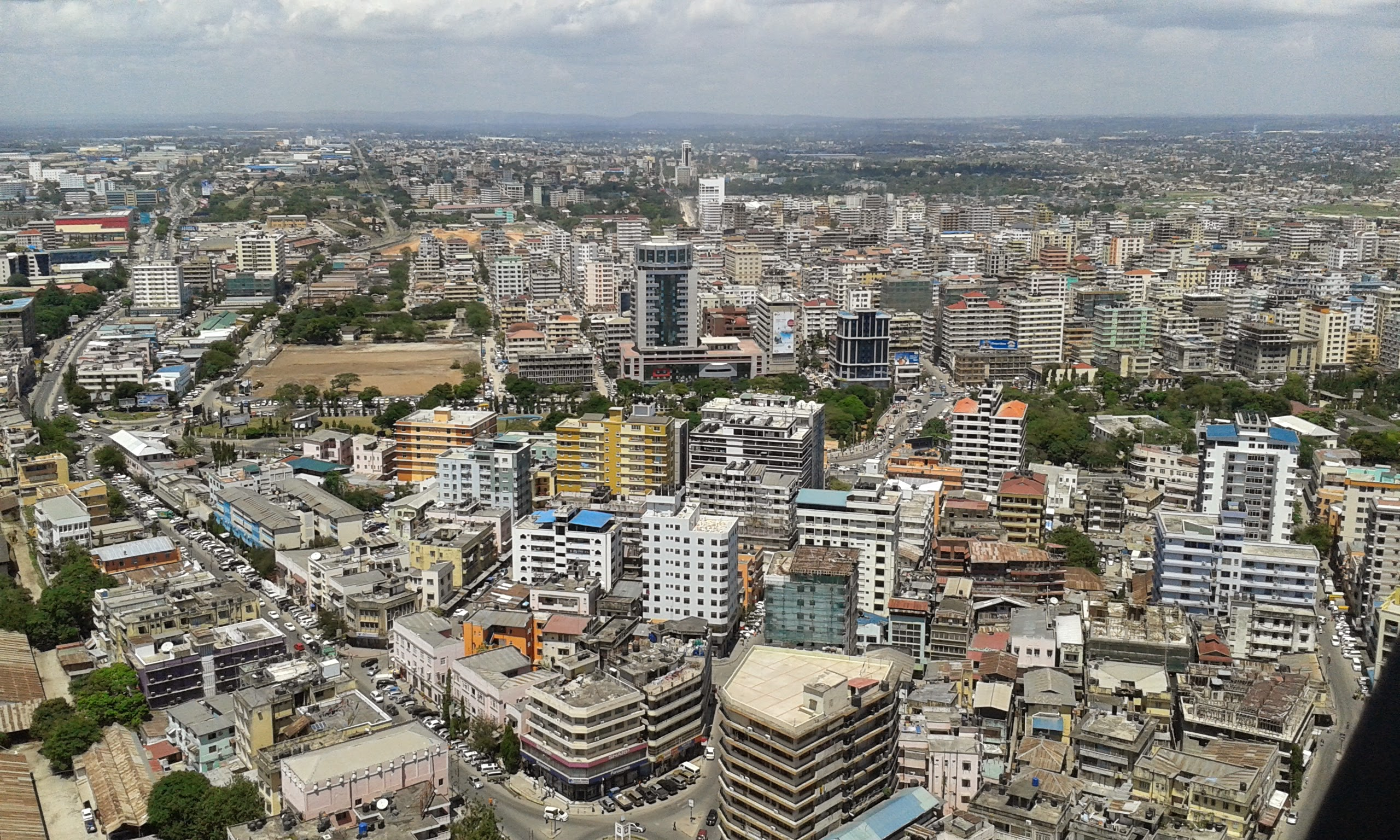
Daressalam
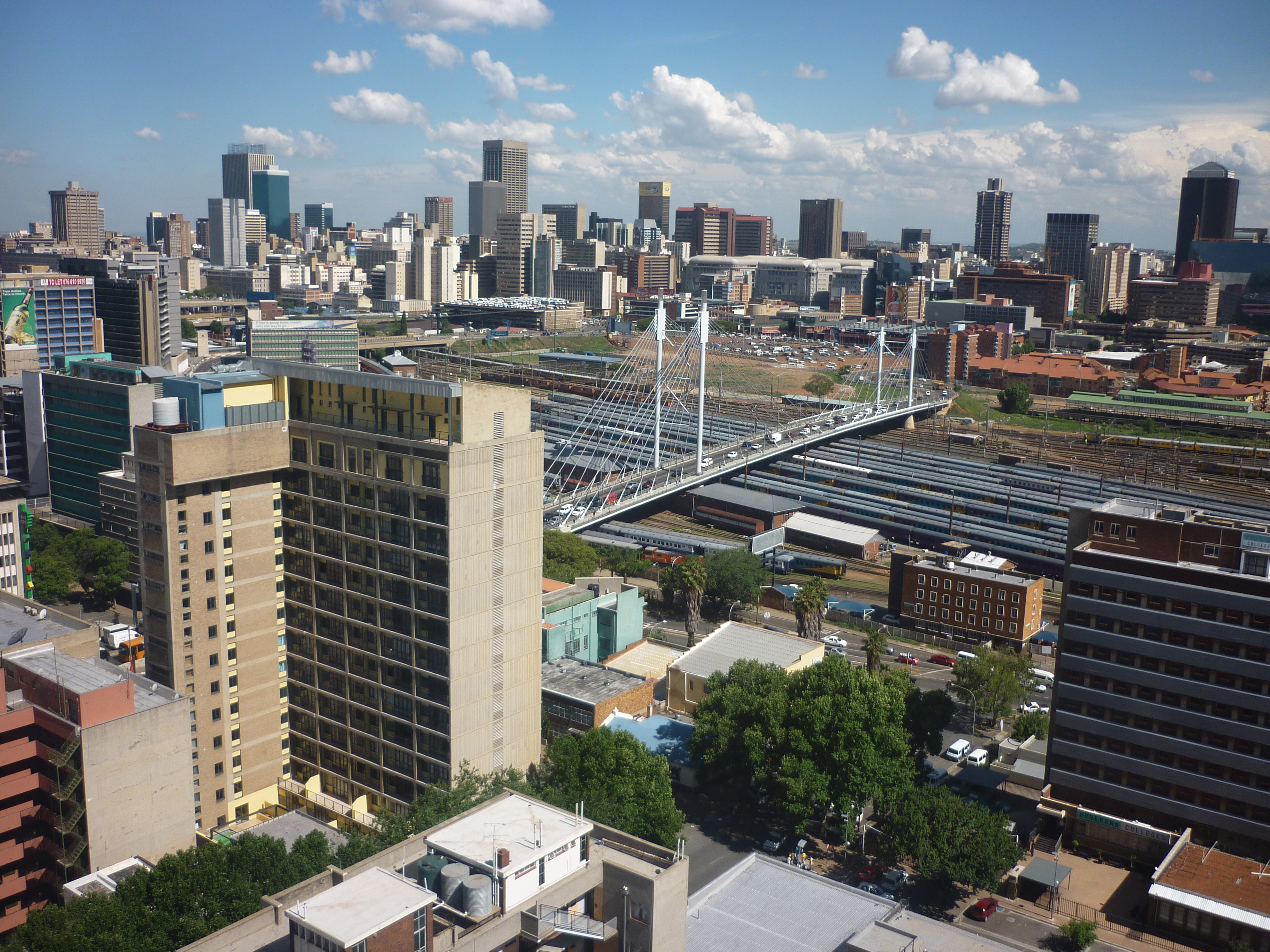
Johannesburg
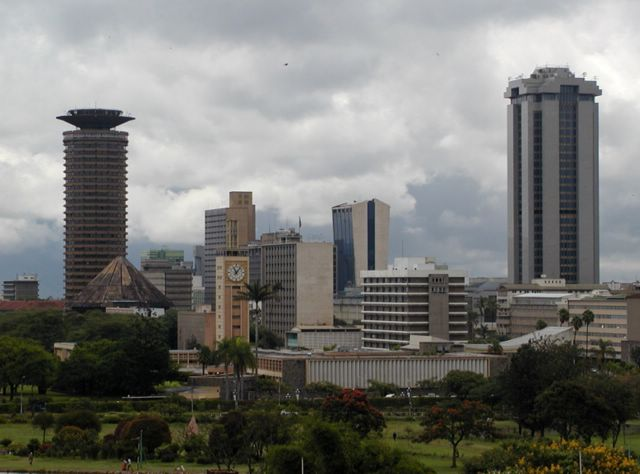
Nairobi
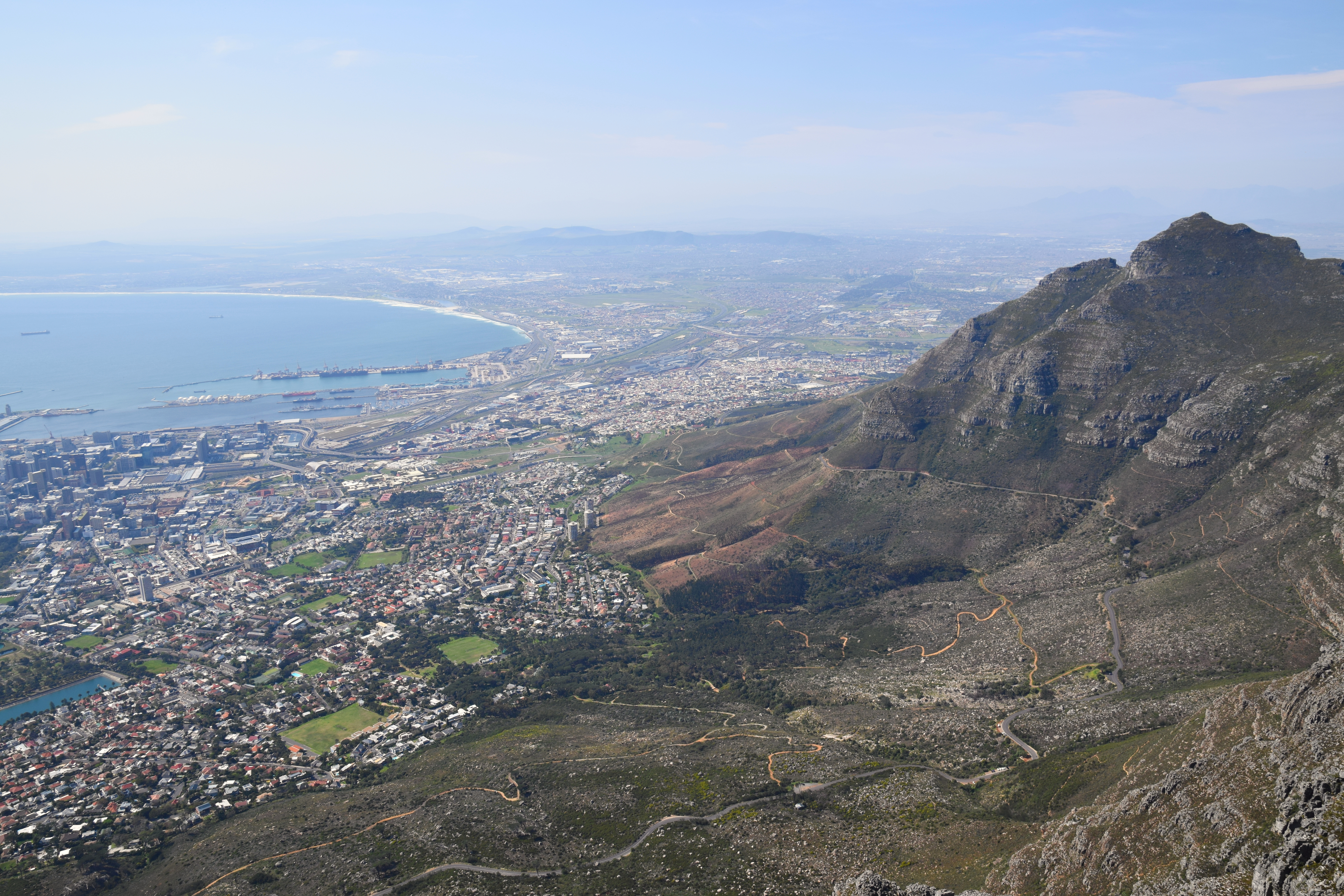
Kapstadt
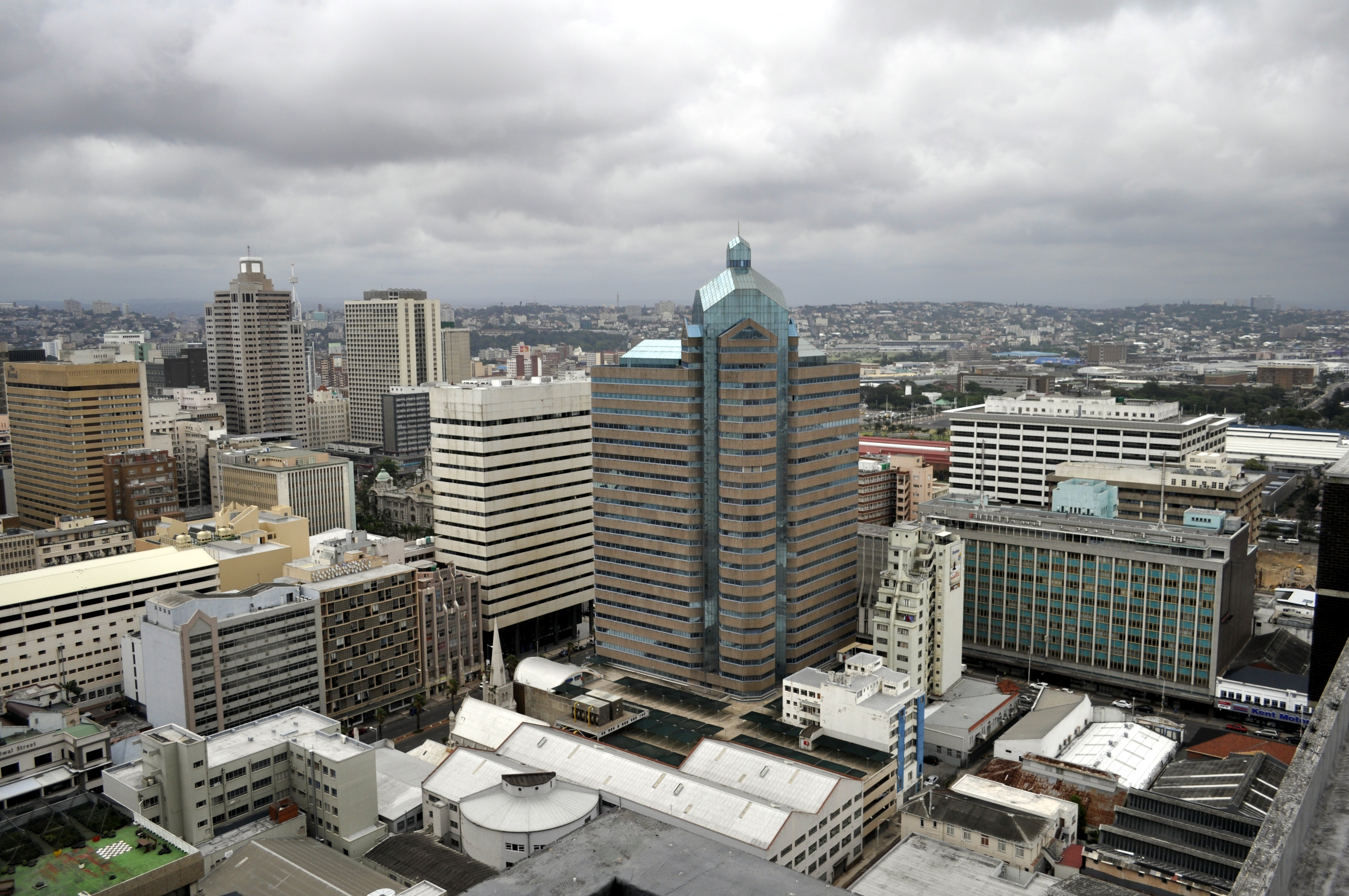
Durban
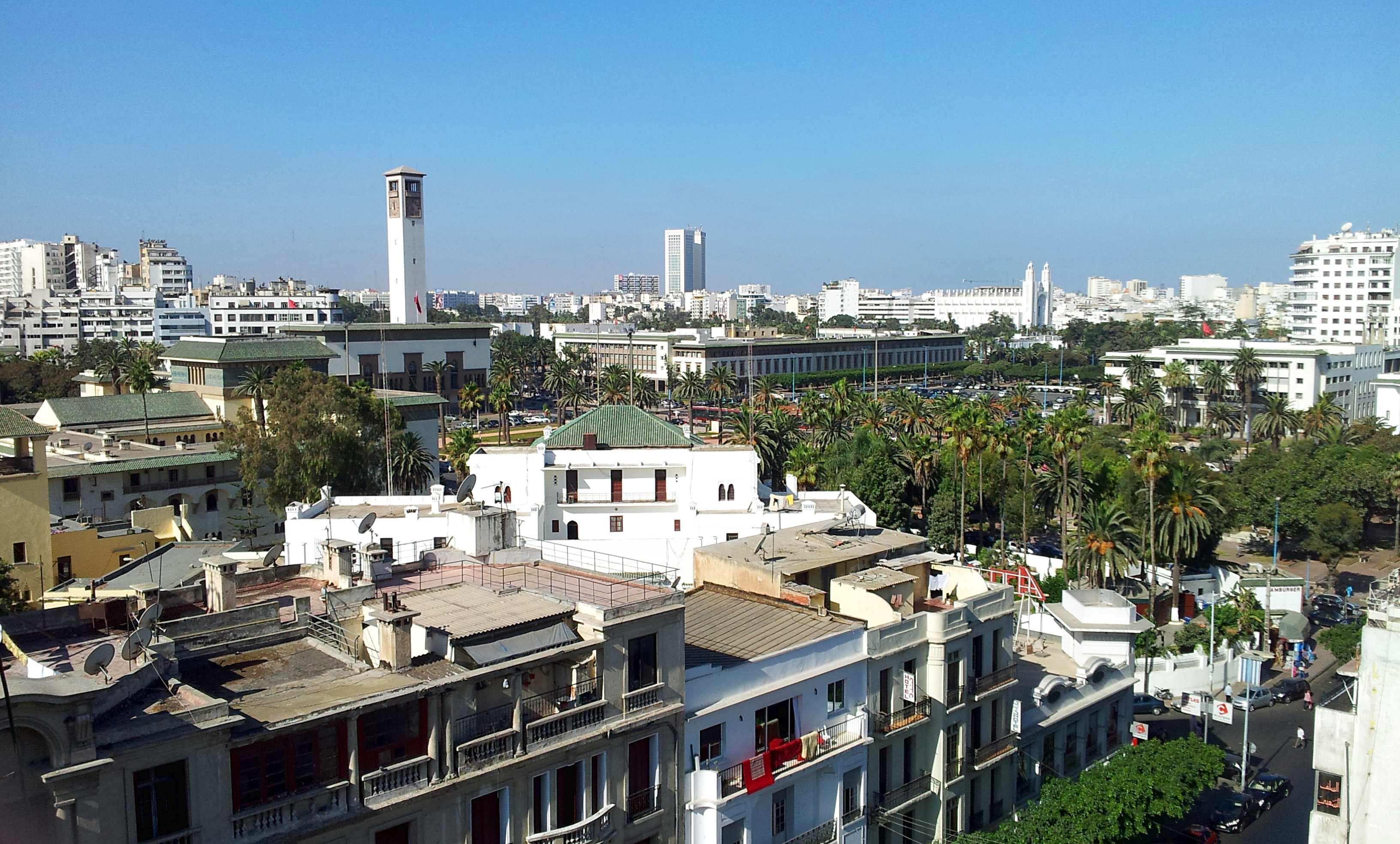
Casablanca
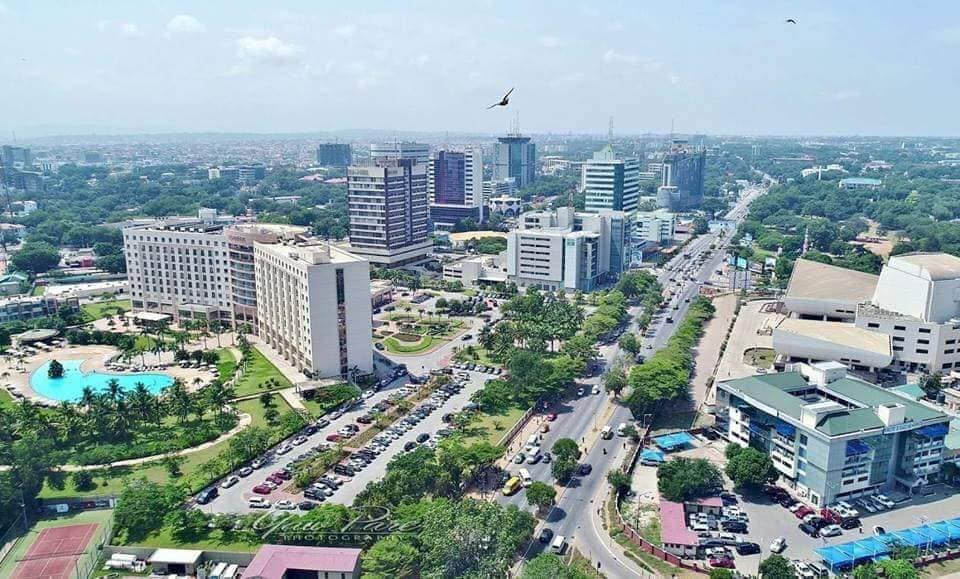
Accra
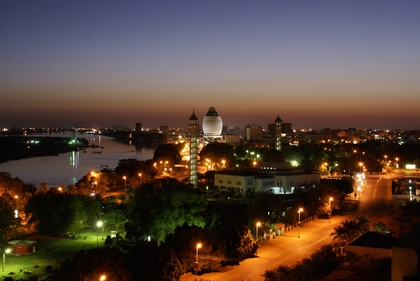
Khartum
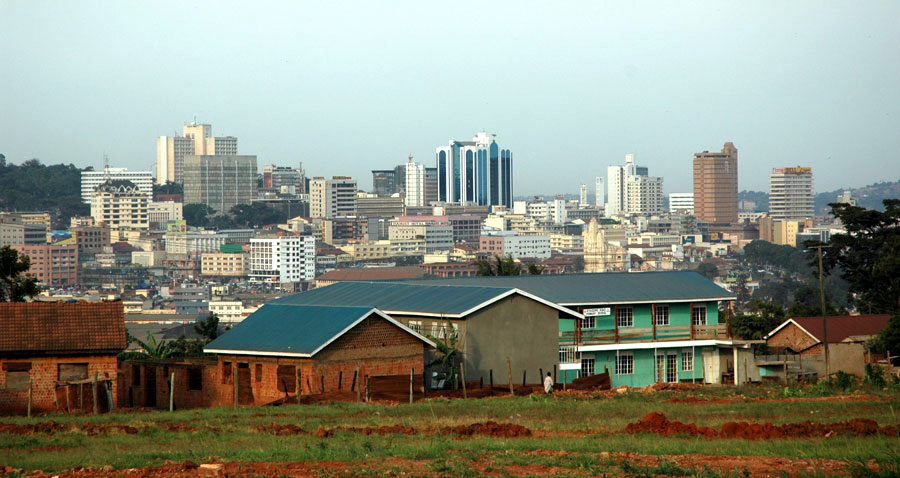
Kampala